# Oleo (composition)
Pour les articles homonymes, voir Oléo.
Oleo est un morceau bebop composé par Sonny Rollins en 1954. Devenu un standard de jazz, Oleo est basé sur les accords du standard de jazz I Got Rhythm composé par George Gershwin. C'est l'un des morceaux les plus populaires pour identifier un anatole.
Le titre viendrait, selon Miles Davis, de l'« Oléomargarine », un substitut végétal du beurre en vogue à l'époque.

## Historique

### Enregistrement avec Miles Davis
Le premier musicien à jouer Oleo est Miles Davis, en juin 1954 pour Bags' Groove, album sur lequel joue Sonny Rollins. Le trompettiste enregistre d'ailleurs deux autres compositions de Rollins, Airegin et Doxy, qui deviendront également des standards.
Sur les trente-deux premières mesures du morceau, Miles introduit un son nouveau grâce à la sourdine Harmon sur laquelle il a retiré la tige. Le saxophone et la trompette bouchée jouent ensemble sur les seize premières mesures ainsi que les huit dernières. Alors que sur les solos la trompette et le saxophone sont accompagnés par la contrebasse et la batterie, sur les huit mesures du milieu Horace Silver au piano est soutenu par la section rythmique.
Miles enregistre de nouveau Oleo en 1956 sur Relaxin' with the Miles Davis Quintet.

### Autres versions de Sonny Rollins
Le trio de Rollins, avec Henry Grimes à la basse et Pete La Roca à la batterie, enregistre Oleo lors de trois concerts en 1959 (à Stockholm, en Suède et à Zurich).
En juillet 1962, Rollins enregistre ce morceau lors d'un concert donné au Village Gate avec Bob Cranshaw, Don Cherry et Billy Higgins, publié sous le titre Our Man in Jazz. Cette version de 25 minutes est quasiment entièrement constituée de solos.

## Analyse du morceau
Oleo est basé sur la progression harmonique de I Got Rhythm (« anatole »).

## Versions notables
Ne nombreux artistes ont fait des enregistrements remarquables d'Oleo, notamment Bill Evans sur Everybody Digs Bill Evans en 1959.
On peut également citer, :
- Bud Powell sur Bud in Paris en 1959
- Phineas Newborn Jr sur A World of Piano! en 1961
- Eric Dolphy sur Eric Dolphy in Europe, Vol. 1 en 1964
- Pat Martino sur Desperado en 1970
- Kenny Drew sur If You Could See Me Now en 1975
- Kenny Barron sur Lucifer en 1975
- Tommy Flanagan sur Eclypso en 1977
- Red Garland sur Crissongs en 1978
- Joe Pass et Niels-Henning Ørsted Pedersen sur Chops en 1979
- Dave Liebman et Richard Beirach sur Double Edge en 1985
- Pepper Adams sur California Cookin' en 1991
- Michel Petrucciani et Niels-Henning Ørsted Pedersen sur Michel Petrucciani & Niels-Henning Orsted Pedersen en 1994
- Chick Corea, John Dent, Andrew Simpkins et Ernie Watts sur Fourtune en 1994
- Keith Jarrett sur Keith Jarrett at the Blue Note (en) en 1994 ; sur My Foolish Heart en 2001
- George Benson surLive and Smokin' en 1995
- Mike Stern sur Give and Take en 1997
- Jean-Michel Pilc sur Follow Me en 2004
- Joel Frahm et Brad Mehldau sur Don't Explain en 2004
- Lee Konitz, Brad Mehldau, Charlie Haden et Paul Motian sur Live at Birdland en 2009
- Biréli Lagrène sur Mouvements en 2012

## Paroles
Des paroles ont été écrites par Jim Cox[réf. souhaitée] : 
Oleo, Oleo

Your hot cakes have never had it better, you know.

It’s a spread, that you’re fed, when you feel in your head, 

Maybe your fat is saturated.

In a tube, in a cube, or squeeze it ‘cause now it even comes in a tube.

As a rule, cows are cool, but you know I’m a fool,

Just for the margarine school.

You know mazola is the only kind of corn,

Ever you’re gonna find in Sonny’s horn.

I mean it’s crazy just to think that there are people today,

Who still will give an argument that butterfat is the only way.

Don’t accept, second rate,

there ain’t been a better lubrication to date.

Be profound, hip your town, to the pleasure you’ve found. 

You’ve got to spread it around.